# Bakkestjerne (Erigeron)
Bakkestjerne (Erigeron) er en planteslægt med flere end 200 arter, som er udbredt på alle kontinenter (undtagen Antarktis), men med tyngdepunktet i Nordamerika. Arterne er en-årige, to-årige eller stauder, og de er buskede planter med oprette stængler og endestillede, hvide, lavendelblå eller lyserøde kurveblomster. Visse arter mangler dog randkroner. Frugterne er nødder med fnok. Her omtales kun de arter, som er vildtvoksende i Danmark, eller som dyrkes her.
| Beskrevne arter |

- Bitter bakkestjerne (Erigeron acris)
- Alpebakkestjerne (Erigeron alpinus)
- Smalstråle (Erigeron annuus)
- Orange bakkestjerne (Erigeron auranticus)
- Canadisk bakkestjerne syn.: (Erigeron canadensis) – se under Bakkestjerne (Conyza)
- Solbakkestjerne (Erigeron compositus)
- Uldbakkestjerne (Erigeron eriocephalus)
- Strandbakkestjerne (Erigeron glaucus)
- Sort bakkestjerne (Erigeron humilis)
- Spansk bakkestjerne (Erigeron kavinskianus)
- Havebakkestjerne (Erigeron speciosus)
- Snebakkestjerne (Erigeron uniflorus)

| Andre arter |

| - Erigeron aegyptiacus - Erigeron aphanactis - Erigeron arenarioides - Erigeron arizonicus - Erigeron atticus - Erigeron basalticus - Erigeron bellidiastrum - Erigeron bellidioides - Erigeron bellioides - Erigeron bigelovii - Erigeron bloomeri - Erigeron bonariensis - Erigeron caespitosus - Erigeron candidus - Erigeron canus - Erigeron caucasicus - Erigeron chrysopsidis - Erigeron clokeyi - Erigeron compactus - Erigeron concinnus - Erigeron corymbosus - Erigeron disparipilus - Erigeron divaricatus - Erigeron divergens | - Erigeron eatonii - Erigeron elatior - Erigeron engelmannii - Erigeron eximius - Erigeron filifolius - Erigeron flagellaris - Erigeron floribundus - Erigeron foliosus - Erigeron formosissimus - Erigeron gaudinii - Erigeron glabellus - Erigeron glabratus - Erigeron glacialis - Erigeron jonesii - Erigeron kachinensis - Erigeron laevigatus - Erigeron lassenianus - Erigeron leucanthus - Erigeron linearis - Erigeron maguirei - Erigeron multiradiatus - Erigeron myosotis - Erigeron nanus - Erigeron naudinii | - Erigeron neomexicanus - Erigeron orientalis - Erigeron parishii - Erigeron peregrinus - Erigeron philadelphicus - Erigeron pinifolius - Erigeron pinnatisectus - Erigeron piperianus - Erigeron polycladus - Erigeron polymorphus - Erigeron primulifolius - Erigeron pulchellus - Erigeron pumilus - Erigeron radicatus - Erigeron rhizomatus - Erigeron roylei - Erigeron sanctarum - Erigeron strigosus - Erigeron sublyratus - Erigeron subtrinervis - Erigeron sumatrensis - Erigeron thunbergii - Erigeron tweedyi |